# Championnats de France d'athlétisme 2002
Navigation
Championnats 2001 Championnats 2003
Les Championnats de France d'athlétisme 2002 ont eu lieu du 13 au 15 juillet 2002 au Stade Henri-Lux de Saint-Étienne. 

## Palmarès
| Discipline        | Hommes                  | Hommes          | Femmes               | Femmes         |
| ----------------- | ----------------------- | --------------- | -------------------- | -------------- |
| 100 m             | Aimé-Issa Nthépé        | 10 s 18         | Sylviane Félix       | 11 s 28        |
| 200 m             | Aimé-Issa Nthépé        | 20 s 58         | Muriel Hurtis        | 22 s 46        |
| 400 m             | Marc Raquil             | 46 s 12         | Francine Landre      | 53 s 05        |
| 800 m             | Nicolas Aissat          | 1 min 49 s 91   | Aurélie Coulaud      | 2 min 06 s 23  |
| 1 500 m           | Mehdi Baala             | 3 min 42 s 05   | Maria Martins        | 4 min 16 s 21  |
| 5 000 m           | Loïc Letellier          | 13 min 58 s 99  | Fatima Yvelain       | 16 min 20 s 15 |
| 20 km marche      | Denis Langlois          | 1 h 25 min 48 s | Fatiha Ouali         | 46 min 28 s    |
| 100 m haies       | -                       | -               | Patricia Girard      | 12 s 95        |
| 110 m haies       | Sébastien Denis         | 13 s 66         | -                    | -              |
| 400 m haies       | Olivier Jean-Théodore   | 49 s 59         | Sylvanie Morandais   | 57 s 18        |
| 3 000 m steeple   | Vincent Le Dauphin      | 8 min 33 s 94   | Élodie Olivares      | 9 min 37 s 04  |
| Saut en longueur  | Yann Domenech           | 8,16 m          | Aurélie Félix        | 6,24 m         |
| Triple saut       | Arius Filet             | 16,66 m         | Roselise Retel       | 13,56 m        |
| Saut en hauteur   | Dieudonné Opota         | 2,23 m          | Gaëlle Niaré         | 1,83 m         |
| Saut à la perche  | Romain Mesnil           | 5,75 m          | Marie Poissonnier    | 4,46 m         |
| Lancer du poids   | Yves Niaré              | 19,40 m         | Laurence Manfredi    | 17,08 m        |
| Lancer du disque  | Jean-Claude Retel       | 59,06 m         | Mélina Robert-Michon | 59,76 m        |
| Lancer du marteau | Nicolas Figère          | 80,41 m         | Manuela Montebrun    | 67,56 m        |
| Lancer du javelot | Gaëtan Siakinuu-Schmidt | 82,39 m         | Sarah Walter         | 59,90 m        |
| Décathlon         | Laurent Hernu           | 8 108 pts       | -                    | -              |
| Heptathlon        | -                       | -               | Marie Collonvillé    | 6 083 pts      |